# Bassano Bresciano
Bassano Bresciano är en ort och kommun i provinsen Brescia i regionen Lombardiet i Italien. Kommunen hade 2 328 invånare (2018).